# Бібліотека Ярослава Мудрого

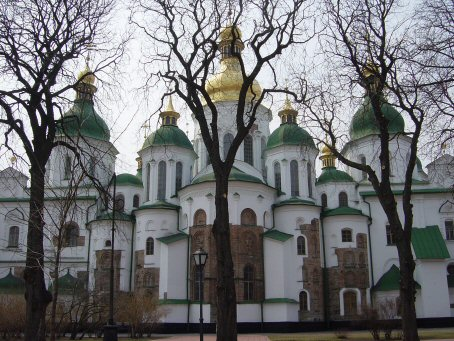
За свідченням літописця, Бібліотека Ярослава знаходилася на території Софії Київської

Бібліотека Ярослава Мудрого — за літописними свідченнями, перша бібліотека Київської Русі, що розташовувалася на території Софійського Собору в Києві.

## Історія
Час заснування бібліотеки невідомий. У «Повісті минулих літ» про неї згадується під 1037 роком. Віддаючи належне Ярославу Мудрому, літописець після розповіді про користь книг, які — «суть реки напояющие вселенную», говорить, що «Ярославъ же сей, якоже рекохом, любил бе книги, много написав и положи в святей Софии церкви».
Це єдина згадка в літописних джерелах про першу бібліотеку Київської Русі. Подальша її доля невідома. Мало відомостей і про первинне місце розташування книгозбірні й книгописної майстерні при ній, а також про кількісний і якісний склад її фонду.
Щодо книжок бібліотеки, літопис наголошує на винятково церковному їх спрямуванні. Очевидно, більшість із них справді були церковними, адже потреба в них диктувалася поширенням на Русі християнства. Одначе поряд з церковними перекладалися, очевидно, й книжки, що містили відомості зі світової історії, географії, астрономії, філософські та юридичні трактати, публіцистичні твори. Саме вони послужили основою для перетворювання Софії Київської на центр літописання і передової думки.
У Софії Київській було укладено перший літописний звід 1037-39 років, написано і проголошено знамените «Слово про Закон і Благодать» київського митрополита Іларіона, створено «Ізборник Святослава», написано «Послання до Смоленського пресвітера Фоми» київського митрополита Климента Смолятича. Знайомство з творами Іларіона і Климента Смолятича переконує в тому, що їм були відомі основні положення філософських вчень Платона, Арістотеля та інших філософів давніх часів.
Є підстави стверджувати, що бібліотека Софії Київської і книгописна майстерня, заклали основу бібліотеки Києво-Печерського монастиря, а також бібліотек інших великих міст Київської Русі. За підрахунками фахівців, книгозбірня Софійського собору налічувала понад 950 томів.
З приводу подальшої долі бібліотеки думки дослідників розділилися. Одні вважають, що частина її книг напередодні монголо-татарської навали розійшлася по бібліотеках різних соборів і монастирів, а решта загинула 1240 року при спаленні Києва. Інші сподіваються, що книги вдалося сховати десь у київських, а то навіть і прикиївських підземеллях. На думку відомого російського дослідника-книгознавця М. Розова, сліди бібліотеки Ярослава треба шукати в «Ізборнику Святослава», а також у 20 інших давньоруських рукописах, які зберігаються в Санкт-Петербурзі в Російській національній бібліотеці ім. Салтикова-Щедріна. Можливо, якісь книжки із Софії були переміщені в Києво-Печерський монастир. Павло Алеппський 1653 року писав, що в Києво-Печерському монастирі є прекрасне книгосховище з безліччю дорогих книг, у тому числі й пергаментних, яким не менше 500 років.
Проте бібліотека згоріла 1718 року, і визначити, які книжки із Софійського собору були в ній, вже неможливо.

## Джерела і література

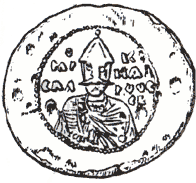
Ярослав Мудрий, прижиттєве зображення на печатці